# Ozero Sergejevskoje
Ozero Sergejevskoje (ryska: Озеро Сергеевское) är en sjö i Belarus.   Den ligger i voblasten Minsks voblast, i den centrala delen av landet, 40 km söder om huvudstaden Minsk. Ozero Sergejevskoje ligger 163 meter över havet.
I omgivningarna runt Ozero Sergejevskoje växer i huvudsak blandskog. Runt Ozero Sergejevskoje är det ganska glesbefolkat, med 32 invånare per kvadratkilometer.